# Pointe au Cheval
La pointe au Cheval est un cap de France situé à Saint-Pierre-et-Miquelon.

## Géographie
La pointe au Cheval se situe dans le sud-ouest de Grande Miquelon, juste au nord de l'isthme qui la relie à Langlade. La pointe à la Jument se trouve juste au nord-ouest.
La pointe se présente sous la forme d'un rocher de 8 mètres d'altitude relié à Grande Miquelon par un petit isthme.
Une route en provenance de Miquelon-Langlade mène à la ferme située au niveau de la pointe.

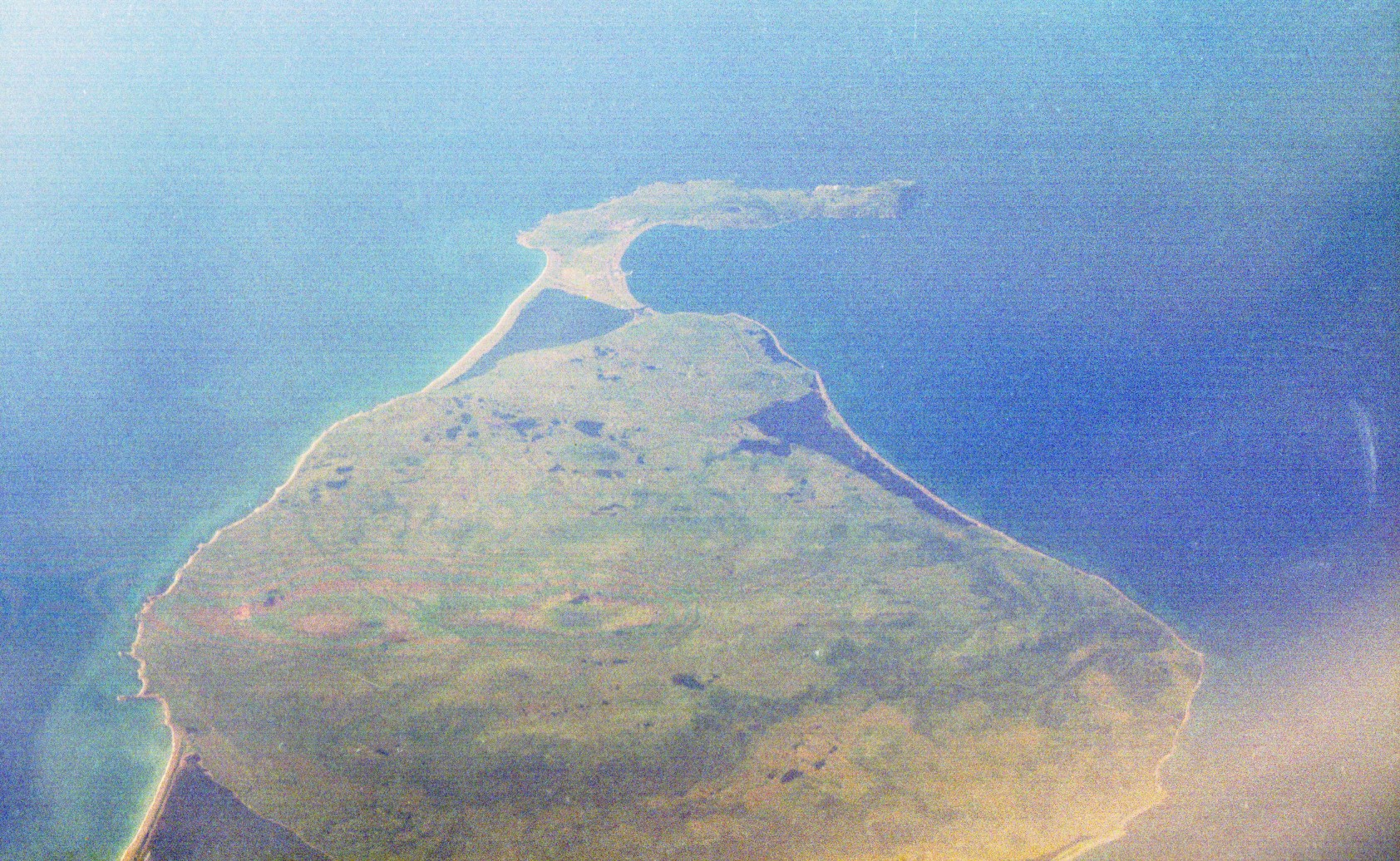
Vue aérienne de Grande Miquelon depuis le sud-est avec la pointe au Cheval en bas à gauche.